# Corticaria longicornis
Corticaria longicornis är en skalbaggsart som först beskrevs av Herbst 1793.  Corticaria longicornis ingår i släktet Corticaria, och familjen mögelbaggar. Arten är reproducerande i Sverige.